# Lionel Loueke
Lionel Loueke (Benin, 1973) è un chitarrista e compositore beninese.
Nato in Benin, Lionel studia musica prima a Parigi poi negli Stati Uniti, a Boston, al Berklee College of Music e al Thelonious Monk Institute of Jazz di Los Angeles. È proprio nel periodo degli studi al Monk Institute che viene notato da Terence Blanchard che, dopo il diploma, lo prende nel suo sestetto.
Loueke partecipa ai primi due album di Blanchard anche come compositore.
Attualmente è membro della Herbie Hancock touring band.
Lionel Loueke ha suonato e registrato con artisti quali Kenwood Dennard, George Garzone, Bob Hurst, Alphonso Johnson, Angélique Kidjo, Terence Blanchard, Herbie Hancock, Dianne Reeves, Cassandra Wilson, Wayne Shorter, Jeff 'Tain' Watts, Charlie Haden, Richard Bona, Nathan East, Vinnie Colaiuta, Marcus Miller, Sting, Brian Blade, John Patitucci, Terri Lyne Carrington, Kenny Garrett, Roy Hargrove, Santana, Dennis Chambers e Gretchen Parlato.
I membri della sua band Gilfema sono gli stessi da quando andava al conservatorio di Brooklyn: Massimo Biolcati al basso e l'ucraino Feranc Nemeth alla batteria.

## Discografia

### Solista
- 2004 - Incantation
- 2005 - Afrizona
- 2005 - In A Trance
- 2007 - Virgin Forest
- 2008 - Karibu
- 2010 - Mwaliko
- 2012 - Heritage
- 2015 - Gaia

### Con i Gilfema
- 2005 - Gilfema
- 2008 - Gilfema + 2